# 셀른
== 개요 ==
셀른(CELUNE)은 대한민국의 화장품 브랜드로, 2025년 6월 주식회사 제너레이션에서 론칭하였다. 
브랜드명은 프랑스어 ''Cellule(세포)''와 ''Lumière(빛)''의 합성어로, ‘세포의 빛’을 의미한다. 이는 시술 직후의 건강한 피부 상태를 일상에서도 경험할 수 있도록 돕는 완성형 스킨케어 솔루션을 지향한다는 철학을 담고 있다.
셀른은 출시 전 서울 강남의 피부과에서 임상 테스트를 거쳐 검증되었으며, 테스트 제품은 해당 피부과를 중심으로 초도 물량이 완판되는 성과를 기록했다. 브랜드는 린브랜딩(Lean Branding) 방식을 기반으로, 소량 생산과 시장 반응을 통한 피드백 개선 전략을 추구한다. 주요 제품군은 재생·선케어와 기초 스킨케어 라인, 그리고 메디컬 에스테틱 필러로 구성되어 있으며, 특히 피부 회복과 재생을 핵심 가치로 삼는다.
- 셀른은 사회공헌 활동에도 참여하고 있으며, 2025년 7월에는 (재)베스티안재단에 ''리쥬브 시카밍 선크림'' 300개를 기부하여 화상 환자의 피부 회복과 자존감 향상에 기여하였다. 같은 해 7월에는 프레스티지 루미너스 기초 라인을 출시하였으며, 8월에는 바이오플러스와 협력해 히알루론산 필러 ''루채나(LUCEANA)''를 선보일 예정이다.[3]
- 브랜드 콘셉트: 린브랜딩(Lean Branding)을 기반으로 한 재생·선케어 및 의료 미용 통합 솔루션 브랜드
- 슬로건: ''피부 본연의 빛을 찾다''
- 브랜드명 의미: 셀른은 프랑스어 ''Cellule(세포)''와 ''Lumière(빛)''의 합성어로, ''세포의 빛''을 뜻한다. 시술 직후의 피부 상태를 일상에서도 경험할 수 있도록 제작된 완성형 스킨케어 솔루션을 지향한다.

== 역사 ==
- 2025년 6월 – 첫 제품 ''리쥬브 시카밍 선크림'' 출시
- 2025년 7월 – ''프레스티지 루미너스 기초 3종(토너·앰플·크림)'' 및 ''루미너스 마스크팩'' 추가 출시
- 2025년 7월 – (재)베스티안재단에 선크림 300개 기부
- 2025년 7월 – 코스닥 상장사 바이오플러스와 MOU 체결, 3분기 중 히알루론산 필러 ''루채나'' 출시 예고
- 셀른은 서울 강남 피부과에서 제품 테스트를 거쳐 론칭했으며, 출시된 제품은 해당 피부과를 중심으로 초기 물량 완판 사례를 기록했다.
- 2025년 8월 – 루채나(LUCEANA) 필러 출시 예정

== 브랜드 철학 ==
- 린브랜딩 전략: 소량 생산 후 시장 반응을 반영해 제품을 개선·재출시하는 피드백 기반 시스템
- 재생 & 회복: 단순 화장품이 아닌 피부 회복·재생 중심의 기능성 브랜드
- 통합 솔루션: 재생 선케어 → 기초 라인업 → 메디컬 필러로 이어지는 포트폴리오 전략

== 제품 ==
- '''리쥬브 시카밍 선크림''' – 자외선 차단 및 피부 진정 기능성 선케어 제품
- '''프레스티지 루미너스 라인''' – 토너, 앰플, 크림, 마스크팩으로 구성된 기초 스킨케어 제품군

- '''루채나 (LUCEANA)''' – 바이오플러스와 협업한 히알루론산 필러, 2025년 8월 출시 예정

=== 메디컬 에스테틱 ===
- '''루채나 (LUCEANA) 필러''' – 제조사: 바이오플러스
  - 고순도 히알루론산 기반, 점성과 탄성 조절 설계
  - 다양한 시술 환경 대응, 자연스러운 볼륨 복원
  - 출시 예정일: 2025년 8월

== 협업 ==
- 바이오플러스: 히알루론산 바이오 소재 전문기업
- MOU 체결을 통해 필러 제품 개발 및 통합 의료 뷰티 솔루션 강화

== 사회공헌 ==
- 2025년 7월 – (재)베스티안재단에 ''리쥬브 시카밍 선크림'' 300개 기부
- 목적: 화상 환자의 피부 회복 및 자외선 차단 지원, 자존감 회복 활동

== 마케팅 및 홍보 ==
- 타겟 마케팅: 민감성 피부, 시술 후 피부, 루틴 관리 세분화
- 인플루언서 협업: 뷰티 크리에이터 및 의료 전문 유튜버 협찬 진행
- SNS·유튜브 전략: 피부 개선 과정 및 린브랜딩 과정을 보여주는 투명한 콘텐츠 중심
- 해외 진출 계획: 단기 국내 집중, 중기 아시아 의료·뷰티 시장 확대

== 향후 계획 ==
- 2025년 8월 – 루채나 필러 정식 출시
- 스킨케어-필러 연계형 통합 포트폴리오 구축 및 해외 시장 진출 검토

대한민국의 화장품 브랜드
메디컬 에스테틱
각주
1. ↑  조선비즈, “셀른, 린브랜딩 기반 재생 선케어 브랜드 론칭”, 2025-06-20.
2. ↑  디지털조선일보, “제너레이션, 바이오플러스와 협약 체결… 필러 루채나 출시 예정”, 2025-07-08.
3. ↑  아이베이비뉴스, “셀른, 화상 환아 지원을 위한 재생 선크림 기부”, 2025-07-09.

분류
{{위키데이터 속성 추적}}

[[분류:대한민국의 화장품 브랜드]]
[[분류:2025년 설립된 기업]]
[[분류:스킨케어]]
[[분류:의료 미용]]